# Угода Насух-паші
Угода Насух-паші (тур. Nasuh Paşa Antlaşması) — договір між Сефевідським Іраном та Османською імперією, підписаний 20 листопада 1612. 

## Передісторія
У 1590 іранський шах Аббас I Великий був змушений поступитися Закавказзям Османській імперії. Однак у 1593 Османська імперія втягнулася в тривалу війну в Угорщині. Шах Аббас підготував сильну армію і, коли в 1603 на трон Османської імперії зійшов 14-річний Ахмед I, почав нову війну з османами. 
У 1612 новий великий візир Османської імперії Насух-паша підписав з іранцями мирний договір. 

## Умови договору
Договір передбачав наступне: 
- Османська імперія повертала Ірану всі землі, відібрані в 1590
- підтверджувалася кордон між двома країнами, встановлені миром в Амасьї 1555
- Іран погоджувався на виплату щорічної данини розміром в 200 тюків шовку
- іранські паломники тепер повинні були слідувати на хадж не через Ірак, а через Османську Сирію

## Підсумки та наслідки
Перш ніж був ратифікований мирний договір, у османського султана попросили захисту два грузинських князі. Це спровокувало шаха Аббаса на удар, який османи витлумачили як порушення перемир'я, і війна відновилася. 